# Kozłów (województwo podkarpackie)
Kozłów – wieś w Polsce położona w województwie podkarpackim, w powiecie dębickim, w gminie Dębica. Leży przy  drodze wojewódzkiej nr 985.
W latach 1975–1998 miejscowość administracyjnie należała do województwa tarnowskiego.